# Petrika Riza
Petrika Riza (ur. 1 czerwca 1947 w Bulgarecu, okręg Korcza) – albański aktor, dyrektor Teatru Andon Zako Çajupi w Korczy (1998-2004).

## Życiorys
Po raz pierwszy wystąpił na scenie w 1964, jako aktor w jednej z grup amatorskich, działających w Bulgarecu, a następnie w Korczy. W 1969 ukończył studia na wydziale aktorskim Instytutu Sztuk w Tiranie. Po studiach pracował początkowo jako asystent reżysera w Studiu Filmowym Nowa Albania, a następnie jako aktor w teatrze Andona Z. Çajupiego w Korczy i jego dyrektor w latach 1998-2004.
Na ekranie filmowym zadebiutował w 1970 drugoplanową rolą brygadzisty Rustema w filmie I teti ne bronz. Potem wystąpił jeszcze w 14 filmach fabularnych. Od 1990 występuje tylko na scenie teatralnej. W 2007 na festiwalu teatralnym w Korczy został wyróżniony nagrodą dla najlepszego aktora albańskiego za rolę w spektaklu Protagonist 2007. Obecnie zajmuje się promocją kultury w Korczy. W 2003 został odznaczony złotym Orderem Naima Frasheriego, a w 2021 tytułem Mjeshtër i Madh (Wielkiego Mistrza).
W życiu prywatnym żonaty (żona Klaudeta jest aktorką), ma dwie córki.

## Role filmowe
- 1970: I teti ne bronz jako Rustem
- 1970: Montatorja jako brygadzista
- 1972: Yjet e neteve te gjata jako Naim
- 1975: Ne fillim te veres jako Rapi, brat Very
- 1976: Përballimi jako Koço Sharko
- 1977: Flamur ne dallge jako kapitan Cox
- 1979: Mesonjetorja jako despota
- 1979: Me hapin e shokeve jako Riza
- 1980: Në çdo stinë
- 1981: Agimet e stinës së madhe jako Rusta
- 1983: Nje emer midis njerezve jako Janush
- 1984: Kush vdes ne kembe jako kajmakam
- 1984: I paharruari jako szef policji
- 1984: Nxenesit e klases sime jako kierowca
- 1986: Dasem e cuditshme jako Xhezmi Tahiri
- 1990: Flete te bardha jako Luan Stafa